# Aprendizaje informal

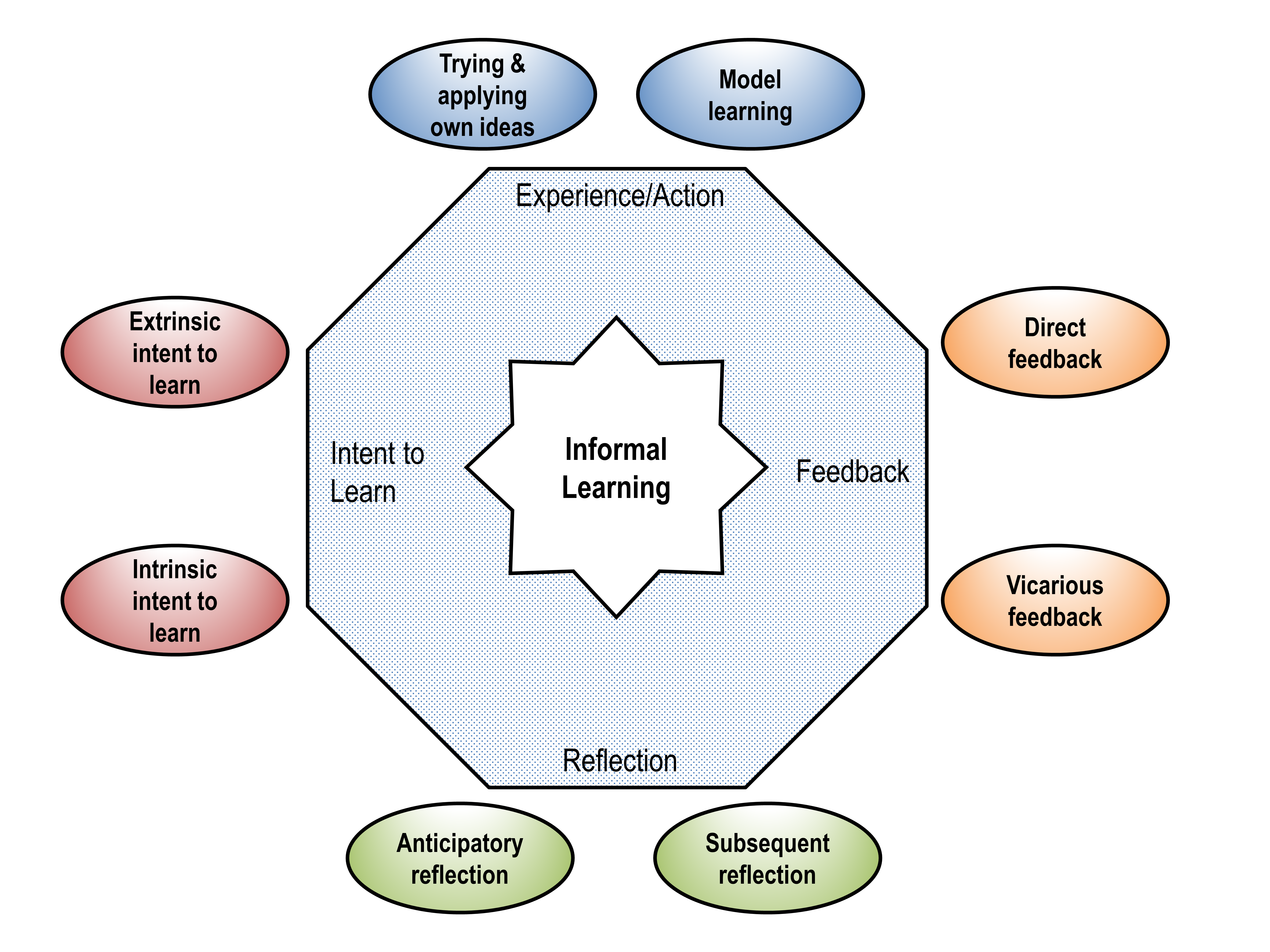
Según el Modelo Octagon de Decius et al. (2019), el aprendizaje informal incluye ocho componentes (mostrados en el exterior) que pueden asignarse a cuatro factores (mostrados en el interior).

El aprendizaje informal se caracteriza "por un bajo grado de planificación y organización en términos de contexto de aprendizaje, apoyo al aprendizaje, tiempo de aprendizaje y objetivos de aprendizaje". Se diferencia del aprendizaje formal, del aprendizaje no formal y del aprendizaje autorregulado porque no tiene un objetivo establecido en términos de resultados de aprendizaje, sino una intención de actuar desde el punto de vista del alumno (por ejemplo, resolver un problema). Entre los mecanismos típicos del aprendizaje informal se encuentran el ensayo y error o el aprendizaje a través de la práctica, el modelado, la retroalimentación y la reflexión. Para los alumnos, esto incluye la construcción heurística del lenguaje, la socialización, la enculturación y el juego. El aprendizaje informal es un fenómeno omnipresente y continuo de aprendizaje a través de la participación o el aprendizaje a través de la creación de conocimientos, en contraste con la visión tradicional del aprendizaje centrado en el profesor a través de la adquisición de conocimientos. Se calcula que entre el 70% y el 90% del aprendizaje de los adultos tiene lugar de manera informal y fuera de las instituciones educativas.
Sin embargo, el término suele confundirse con el aprendizaje no formal y el aprendizaje autodirigido. Se utiliza mucho en el contexto de la formación y la educación empresarial en relación con el retorno de la inversión (ROI) o el retorno del aprendizaje (ROL). También se utiliza mucho en la educación científica, en relación con la ciencia ciudadana o la educación científica informal. El significado combinado de aprendizaje informal y no formal explica los mecanismos de aprendizaje que se producen orgánicamente fuera del ámbito de los programas tradicionales dirigidos por un instructor, por ejemplo, la lectura de libros seleccionados por uno mismo, la participación en programas de autoaprendizaje, la navegación por materiales y sistemas de apoyo al rendimiento, la práctica incidental de habilidades, la receptividad de la orientación o la tutoría, la búsqueda de asesoramiento de compañeros o la participación en comunidades de práctica, por nombrar algunos. El aprendizaje informal es habitual en comunidades en las que los individuos tienen la oportunidad de observar y participar en actividades sociales. Entre las ventajas del aprendizaje informal citadas se incluyen la flexibilidad y la adaptación a las necesidades de aprendizaje, la transferencia directa del aprendizaje a la práctica y la resolución rápida de problemas (relacionados con el trabajo). Para mejorar el rendimiento de los empleados, la ejecución de tareas se considera la fuente de aprendizaje más importante.

## Características
El aprendizaje informal puede caracterizarse por lo siguiente:

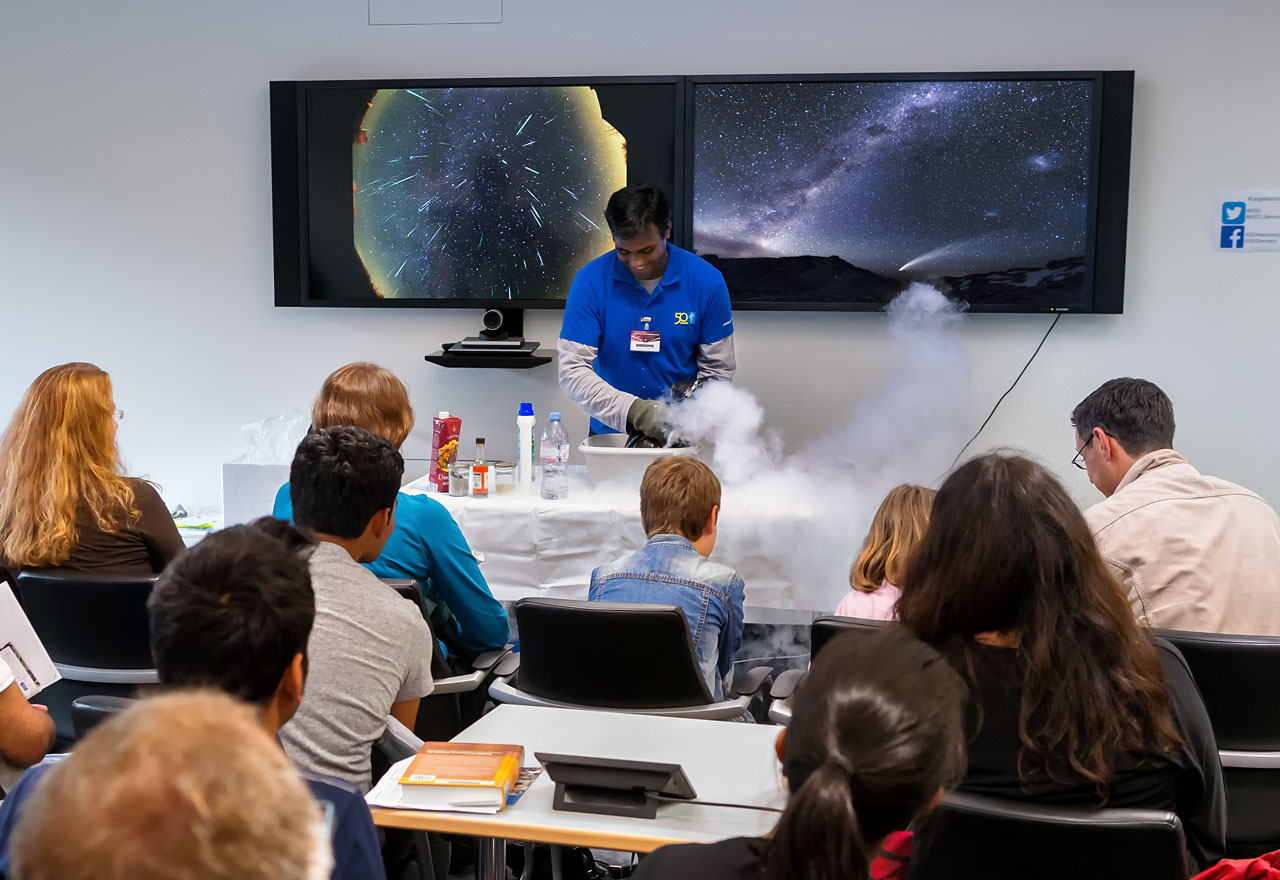
Jornada de puertas abiertas en la sede central de ESO.

- Jornada de puertas abiertas en la sede central de ESO.[8]Suele tener lugar fuera de los centros educativos;
- No sigue un plan de estudios especificado y no suele estar organizada profesionalmente, sino que se origina de forma accidental, esporádica, asociada a determinadas ocasiones, a partir de requisitos prácticos cambiantes;
- No está necesariamente planificada pedagógicamente, sistemáticamente según temas fijos, orientada a exámenes y cualificaciones, sino que es más bien una intuición inconscientemente incidental o conscientemente intencionada, holísticamente relacionada con los problemas y con las situaciones reales y la aptitud para la vida;
- Se experimenta directamente en su función "natural" de la vida cotidiana.
- Suele ser espontáneo y creativo.
- Es un componente clave de un sistema de aprendizaje alternativo acuñado,Aprender por medio de Observar y Contribuir (Learning by Observing and Pitching In) (LOPI),[9] que se basa en los métodos de aprendizaje que se ha observado que son comunes en muchas comunidades indígenas americanas.

## Historia
El origen del aprendizaje informal se remonta a John Dewey a través de sus teorías sobre el aprendizaje a partir de la experiencia. La filósofa estadounidense Mary Parker Follett amplió el contexto de la educación informal de la escuela a todos los ámbitos de la vida cotidiana y describió la educación como una tarea vital continua. Basándose en los trabajos de Dewey y Follett, el educador estadounidense Eduard C. Lindemann utilizó por primera vez el término "aprendizaje informal", que posteriormente introdujo Malcolm Knowles al publicar su obra Informal Adult Education en 1950.
Al principio, el aprendizaje informal sólo se delimitaba del aprendizaje escolar formal y del aprendizaje no formal en cursos Marsick y Watkins retoman este enfoque y van un paso más allá en su definición. También ellos parten de la forma organizativa del aprendizaje y denominan informales a aquellos procesos de aprendizaje no formales o no organizados formalmente y no financiados por instituciones. Un ejemplo de enfoque más amplio es la definición de Livingstone, que se orienta hacia el aprendizaje autodidáctico y autodirigido y hace especial hincapié en la autodefinición del proceso de aprendizaje por parte del alumno. Livingstone explicó que el aprendizaje informal explícito se distingue del aprendizaje informal tácito y de la socialización en el sentido de que el individuo busca el aprendizaje en este entorno y crea las condiciones para ello poniéndose en situaciones o relacionándose con otros para que el aprendizaje sea posible.

## Diferencias entre aprendizaje informal y no formal
Como ya se ha señalado, el aprendizaje informal se confunde a menudo con el aprendizaje no formal. El aprendizaje no formal se ha utilizado a menudo para describir el aprendizaje organizado fuera del sistema educativo formal, ya sea a corto plazo, voluntario y con, pocos o ningún, prerrequisitos. Sin embargo, suelen tener un plan de estudios y, a menudo, un facilitador. Como se indica en la página de aprendizaje no formal, el aprendizaje no formal puede verse en diversas situaciones de aprendizaje estructurado, como clases de natación, programas deportivos comunitarios y seminarios tipo conferencia.
El trabajo de Decius de 2020 señala que el aprendizaje no formal es más bien un tipo subordinado del aprendizaje formal y menos similar al aprendizaje informal, utilizando el siguiente ejemplo: Un alumno adquiriría conocimientos lingüísticos de manera no formal asistiendo voluntariamente a un curso de educación de adultos. Dependiendo del nivel de exigencia, se diferenciaría poco o nada de un curso universitario formal comparable en cuanto a estructura, contenido y apoyo al aprendizaje. La única diferencia en este caso sería que los estudiantes asisten al curso como parte de su "trabajo" (estudios), pero el alumno voluntario asiste en su tiempo libre. Así pues, la supuesta diferencia entre aprendizaje formal y no formal es más bien una demarcación social-normativa-no teórico-pedagógica.

## Otra perspectiva
Merriam et al. en 2007 afirmaron:

El aprendizaje informal, sugiere Schugurensky (2000), tiene sus propias formas internas que es importante distinguir a la hora de estudiar el fenómeno. Propone tres formas: aprendizaje autodirigido, aprendizaje incidental y socialización o aprendizaje tácito. Estos difieren entre sí en términos de intencionalidad y conciencia en el momento de la experiencia de aprendizaje. El aprendizaje autodirigido, por ejemplo, es intencionado y consciente; el aprendizaje incidental, que Marsick y Watkins (1990) describen como un subproducto accidental de hacer otra cosa, no es intencionado, pero después de la experiencia la persona se da cuenta de que ha aprendido algo; y, por último, la socialización o aprendizaje tácito no es intencionado ni consciente (aunque podemos darnos cuenta de este aprendizaje más tarde a través del "reconocimiento retrospectivo") (Marsick y Watkins, 1990, p. 6).

— p.36
En 2012, Bennett amplió la conceptualización de Schugurenksky del año 2000 sobre el aprendizaje informal recomendando cuatro modos de aprendizaje informal:
1. autodirigido, que es consciente e intencionado
2. incidental, que es consciente y no intencionado
3. tácito, que sustituye a la socialización y es a la vez no consciente e involuntario
4. integradora, que es no consciente e intencionada.

Basándose en la bibliografía sobre el procesamiento implícito, definió el aprendizaje integrador como "un proceso de aprendizaje que combina el procesamiento intencionado no consciente del conocimiento tácito con el acceso consciente a los productos del aprendizaje y las imágenes mentales": 4 y teorizó dos posibles subprocesos: el desplazamiento del conocimiento y la sublimación del conocimiento, que describen el acceso limitado que tienen los alumnos al conocimiento tácito.
Sin embargo, la suposición de que el aprendizaje informal también puede ser no intencional contradice las definiciones más recientes de aprendizaje informal. Para distinguirlo significativamente del aprendizaje incidental, los estudiosos sostienen que el aprendizaje informal puede considerarse un proceso consciente, pero en el que la persona que aprende no establece un objetivo de aprendizaje, sino que tiene la intención de actuar. Por el contrario, si la persona que aprende tiene un objetivo de aprendizaje en mente y supervisa de forma independiente el logro del objetivo, se trata de un aprendizaje autorregulado.

## En las comunidades indígenas americanas
Los habitantes de muchas comunidades indígenas de América suelen aprender mediante la observación y la participación en la vida cotidiana de sus respectivas comunidades y familias. Barbara Rogoff, profesora de psicología, y sus colegas describen las formas en que los niños de las comunidades indígenas pueden aprender observando y participando en los esfuerzos de la comunidad, teniendo afán de contribuir, desempeñando papeles valiosos y encontrando un sentido de pertenencia en su comunidad. Estas experiencias de aprendizaje dependen de la incorporación de los niños a la comunidad y de la atención del niño. Esta forma de aprendizaje informal permite a los niños colaborar en tareas sociales, lo que les da la oportunidad de aprender colaborando.
El aprendizaje se produce a través de procesos de socialización en la cultura y la comunidad de cada uno. Aprender observando y colaborando (LOPI) es un modelo de aprendizaje informal que se observa a menudo en muchas comunidades indígenas de América. Se puede ver a los niños participando junto a los adultos en muchas actividades cotidianas de la comunidad. Un ejemplo es el proceso en el que los niños aprenden la agricultura de roza y quema estando presentes en la situación y contribuyendo cuando es posible. Cabe destacar la propia iniciativa de los niños y su asunción de la responsabilidad de realizar tareas en beneficio de los hogares. Muchas comunidades indígenas ofrecen a los niños oportunidades de autoaprendizaje y permiten la exploración y la educación sin la coacción de los padres. Se fomenta y valora mucho la colaboración. Tanto los niños como los adultos participan activamente en las tareas compartidas. Sus papeles de aprendiz y experto son flexibles, mientras que el observador participa con concentración activa. Las formas indígenas de aprender incluyen prácticas como la observación, el aprendizaje experimental y el aprendizaje.
El trabajo infantil, junto con el juego y combinado con él, ocupa un lugar importante en el tiempo y el desarrollo de los niños indígenas americanos. La interacción de una niña navajo que ayuda a su madre a tejer y que con el tiempo se convierte ella misma en maestra tejedora ilustra cómo la presencia del niño y la disponibilidad de estas actividades le permiten aprender a través de la observación. Los niños empiezan en la periferia, observando e imitando a quienes les rodean, antes de pasar al centro de las actividades bajo supervisión y orientación. Un ejemplo de una niña indígena mexicana de 2 años que participa en un proyecto de excavación de agujeros con su madre pone de relieve la propia iniciación de los niños a ayudar, después de observar, y su entusiasmo por compartir la tarea con la familia y la comunidad. El trabajo forma parte del desarrollo del niño desde una edad temprana, empezando por tareas sencillas que se funden con el juego y se desarrollan hasta llegar a diversos tipos de trabajo útil. Las circunstancias de la rutina diaria crean oportunidades para las actividades culturalmente significativas y las interacciones sensibles de las que depende el desarrollo del niño. Los niños de Chillihuani observan su entorno como un lugar de respeto y aprenden de la observación. Muchos de ellos se convierten en pastores mediante el aprendizaje informal de la observación.
Los niños nicaragüenses suelen aprender a trabajar la tierra o a ser vendedores ambulantes observando cómo lo hacen otras personas de su comunidad. Estas actividades ofrecen a los niños la oportunidad de aprender y desarrollarse a través de formas de aprendizaje social que se componen de experiencias cotidianas más que de un plan de estudios deliberado, y contienen el entorno ordinario en el que se producen la interacción social y el comportamiento de los niños. El aprendizaje informal de los niños en las comunidades indígenas americanas puede tener lugar en el trabajo, donde se espera que los niños contribuyan.

### La comunicación no verbal como herramienta de aprendizaje
En lo que respecta a la variación cultural entre la clase media tradicional indígena americana y la europea-americana, puede considerarse que la prevalencia de la comunicación no verbal depende de la definición de logro de cada cultura. A menudo, en la cultura dominante de clase media, el éxito en la escuela y en el trabajo se consigue practicando la competitividad y trabajando para obtener beneficios personales. Las prácticas de aprendizaje y enseñanza de los indígenas americanos tradicionales suelen priorizar la armonía y la cooperación por encima del beneficio personal. Para lograr el respeto mutuo en las enseñanzas, en la cultura indígena americana se suele recurrir a la comunicación no verbal.
La comunicación no verbal en las comunidades indígenas crea vías de conocimiento observando y luego haciendo. Un ejemplo en el que el comportamiento no verbal puede utilizarse como herramienta de aprendizaje puede verse en la cultura Chillihuani. Los niños de esta comunidad aprenden a cultivar observando las acciones y el respeto de los adultos por la tierra. Aprenden que el cuidado de sus cultivos es vital para que crezcan y, a su vez, para que la comunidad prospere. Del mismo modo, cuando los niños participan en rituales, aprenden la importancia de formar parte de la comunidad observando cómo interactúan todos. Tampoco en este caso es necesaria la comunicación verbal explícita, sino que se basa únicamente en la observación del mundo que les rodea. La cultura chillihuani no verbaliza explícitamente las expectativas. Su conocimiento se experimenta más que se explica a través de un comportamiento modelado en beneficio de la comunidad.
En la cultura indígena de los matsigenka, los bebés están muy cerca de su madre y de los miembros de la comunidad. El bebé no se aleja de su madre en ningún momento. De este modo, se anima al niño a explorar lejos de la madre y de otros miembros de la familia que seguirán vigilando. Mientras deambula, el niño puede llegar a un lugar desconocido y potencialmente peligroso, pero la madre no lo detendrá, sino que se limitará a observarlo mientras explora. La ausencia de reprimendas verbales o advertencias por parte de un adulto o un anciano permite al niño asimilar su entorno con más cuidado.

## Educación formal e informal
Para comprender plenamente el aprendizaje informal es útil definir los términos educación "formal" e "informal". La educación formal puede definirse como un entorno altamente institucionalizado, posiblemente burocrático, regido por un plan de estudios y reconocido formalmente con calificaciones, diplomas u otras formas de certificación. La educación informal está estrechamente vinculada al aprendizaje informal, que se produce en diversos lugares, como el hogar, el trabajo y a través de interacciones cotidianas y relaciones compartidas entre los miembros de la sociedad. El aprendizaje informal suele tener lugar fuera de los centros educativos, no sigue un plan de estudios específico y puede originarse de forma accidental o esporádica en relación con determinadas ocasiones, aunque no siempre es así. La educación informal puede darse en el ámbito formal cuando los conceptos se adaptan a las necesidades únicas de cada alumno.

## Investigación y datos
Merriam y otros (2007) afirman: "los estudios sobre el aprendizaje informal, especialmente los que indagan sobre los proyectos de aprendizaje autodirigido de los adultos, revelan que más del 90% de los adultos participan en cientos de horas de aprendizaje informal. También se ha estimado que la gran mayoría (más del 70%) del aprendizaje en el lugar de trabajo es informal... aunque las empresas y la industria gastan miles de millones de dólares cada año en programas de formación formal". Tanto el aprendizaje formal como el informal se consideran procesos integrales para el Desarrollo Virtual de Recursos Humanos, siendo el aprendizaje informal la forma más fuerte.
Coffield 1 utiliza la metáfora de un iceberg para ilustrar el estatus dominante del aprendizaje informal, que al mismo tiempo tiene una visibilidad mucho menor en el sector educativo en comparación con el aprendizaje formal: La parte del iceberg que está visiblemente por encima de la superficie del agua y constituye un tercio representa el aprendizaje formal; los dos tercios que están por debajo de la superficie del agua y que son invisibles a primera vista representan el aprendizaje informal. Mientras que el aprendizaje formal puede compararse con un viaje en autobús -la ruta está predeterminada y es la misma para todos los pasajeros-, el aprendizaje informal se parece más a un paseo en bicicleta, en el que la persona que monta puede determinar la ruta y la velocidad individualmente.

## El modelo octogonal de aprendizaje informal
Según el modelo octagonal del aprendizaje informal de Decius, Schaper y Seifert de 2019, el aprendizaje informal consta de ocho componentes. El modelo octagonal se basa en el modelo dinámico del aprendizaje informal de Tannenbaum et al. de 2010. El modelo dinámico contiene los cuatro factores "experiencia/acción", "retroalimentación", "reflexión" e "intención de aprendizaje". Según el modelo, cada factor puede desencadenar otro factor y, por tanto, precederlo, pero también puede seguir a cualquier otro factor. En consecuencia, el modelo no contiene un punto fijo de inicio o final, con lo que se pretende ilustrar la naturaleza dinámica del aprendizaje. El alumno puede pasar una o varias veces por cada factor del proceso de aprendizaje informal. Sin embargo, se considera que el proceso de aprendizaje es más eficaz cuando intervienen en él los cuatro factores.
El modelo octogonal amplía el modelo dinámico dividiendo los cuatro factores en dos componentes cada uno[1], lo que permite describir con mayor precisión los componentes del aprendizaje informal. El factor "experiencia/acción" del modelo dinámico se divide en "probar y aplicar las propias ideas" (es decir, ensayo y error) y "aprendizaje de modelos" (es decir, observar y adoptar comportamientos exitosos de otras personas) en el modelo octogonal. El factor "feedback" incluye los componentes "feedback directo" (es decir, obtener feedback sobre el propio comportamiento) y "feedback vicario" (es decir, intercambiar experiencias con otras personas sobre situaciones laborales y vitales críticas para el éxito). El factor "reflexión" incluye los componentes "reflexión anticipatoria" (es decir, planificar los pasos de la tarea teniendo en cuenta los posibles obstáculos) y "reflexión posterior" (es decir, pensar en formas de mejorar después de completar una tarea laboral). El factor "intención de aprender" consta de los componentes "intención intrínseca de aprender" (es decir, aprender por el placer del proceso de aprendizaje) e "intención extrínseca de aprender" (es decir, aprender debido a incentivos externos como los elogios de otras personas o, en el contexto laboral, la perspectiva de un desarrollo profesional positivo).

## Experiencias y ejemplos

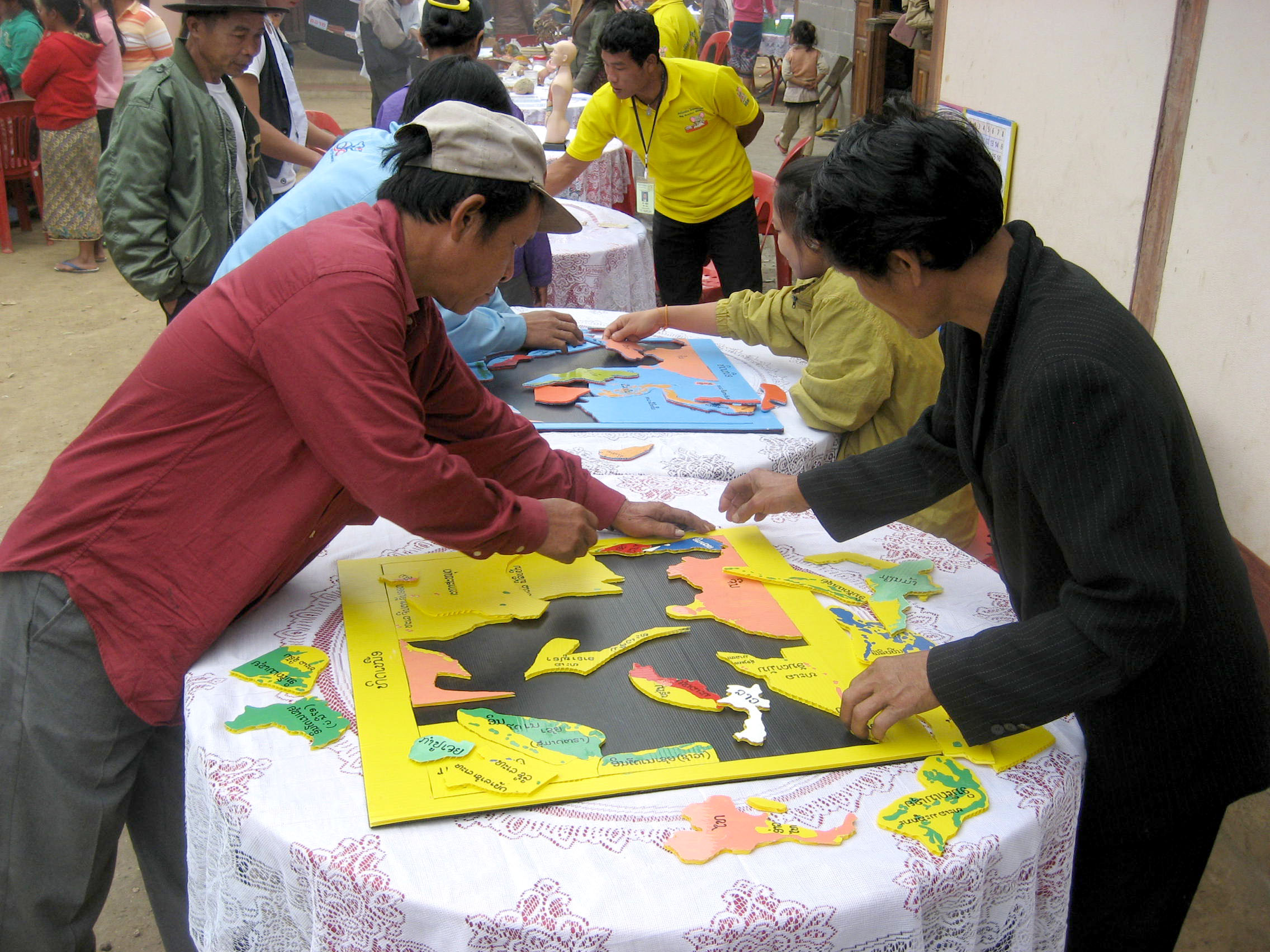
Aldeanos laosianos montan rompecabezas con mapas del Sudeste Asiático. Estos mapas fueron elaborados por Big Brother Mouse, un proyecto de alfabetización en Laos. Era la primera vez que alguno de ellos veía un rompecabezas de cualquier tipo.

El conocimiento informal es la información que no se ha exteriorizado o captado y cuyo lugar principal puede estar dentro de la cabeza de alguien. Por ejemplo, en el caso de la adquisición del lenguaje, una madre puede enseñar a su hijo conceptos básicos de gramática y lenguaje en casa, antes de que el niño entre en un sistema educativo formal. En tal caso, la madre tiene un conocimiento tácito de las estructuras lingüísticas, la sintaxis y la morfología, pero puede que no sea consciente explícitamente de lo que son. Entiende la lengua y transmite sus conocimientos a sus hijos.
Otros ejemplos de transferencia informal de conocimientos son la mensajería instantánea, una reunión espontánea en Internet, una llamada telefónica a alguien que tiene información que usted necesita, una reunión de ventas en directo para presentar un nuevo producto, una sala de chat en tiempo real, un encuentro casual en la fuente de agua, una reunión programada en Internet con un orden del día en tiempo real, un técnico que le guía a través de un proceso de reparación o una reunión con su mentor o jefe asignado.
La experiencia indica que gran parte del aprendizaje para el rendimiento es informal. Quienes transmiten sus conocimientos a un alumno suelen estar presentes en tiempo real. Este aprendizaje puede tener lugar por teléfono o a través de Internet, además de en persona.
En el Reino Unido, el Gobierno reconoció formalmente los beneficios del aprendizaje informal en el Libro Blanco "La Revolución del Aprendizaje", publicado el 23 de marzo de 2009. El Festival de la Revolución del Aprendizaje se celebró en octubre de 2009 y las bibliotecas -que ofrecen multitud de oportunidades de aprendizaje informal, como grupos de lectura, actos para "conocer al autor" y sesiones de historia familiar- han utilizado fondos para organizar actividades como el Festival del Aprendizaje del Noreste.

## Tendencias del aprendizaje formal e informal
El 40% de los adultos han sido autodidactas en algún momento y los encuestados indicaron que tenían el doble de probabilidades de participar en el aprendizaje independiente que en el aprendizaje tradicional. El adulto medio dedica 10 horas a la semana (500 horas al año) a prácticas de aprendizaje informal En conjunto, este tipo de conocimiento está más centrado en el alumno y responde más a los intereses o a la aplicación necesaria de la habilidad a una fuerza laboral concreta. Los programas de formación formal tienen un éxito limitado a la hora de aumentar las competencias básicas de los mayores de 25 años, por lo que estos individuos dependen sobre todo de la formación en el puesto de trabajo.
Aunque los índices de educación formal han aumentado, muchos adultos que se incorporan a la población activa carecen de las competencias básicas en matemáticas, lectura y relaciones interpersonales que requiere la mano de obra "no cualificada". Las líneas divisorias entre el aprendizaje formal e informal se han difuminado debido a los mayores índices de asistencia a la universidad. El mayor aumento de población para trabajos manuales o poco cualificados corresponde a personas que asistieron a la universidad pero no obtuvieron un título. Recientemente se ha llevado a cabo una serie de encuestas transversales en las que se ha sondeado a empresarios de todo Estados Unidos para determinar qué cualificaciones se requieren para los empleos que no exigen titulación universitaria. Estas encuestas concluyeron que el 70% requiere algún tipo de aspecto relacionado con el servicio al cliente, el 61% requiere leer o escribir párrafos, el 65% requiere matemáticas y el 51% requiere el uso de ordenadores. En cuanto a la formación y las credenciales académicas, el 71% exige un título de enseñanza secundaria, el 61% requiere experiencia profesional específica. Las tasas de hombres que se incorporan a la mano de obra poco cualificada se han mantenido estáticas en los últimos cincuenta años, lo que indica un cambio de menos del 1%. La participación de las mujeres en la mano de obra no cualificada ha aumentado constantemente y las previsiones indican que esta tendencia se mantendrá.

## Perspectiva empresarial
La mayoría de las empresas que imparten formación se dedican actualmente sólo al lado formal del continuo. La mayor parte de las inversiones actuales se destinan al lado formal. El resultado neto es que las empresas gastan la mayor parte del dinero en la parte más pequeña -el 25%- de la ecuación del aprendizaje. El 75% restante del aprendizaje se produce cuando el alumno "adopta y se adapta creativamente a circunstancias siempre cambiantes". La parte informal de la ecuación no sólo es mayor, sino que es crucial para aprender a hacer cualquier cosa.

#### Fomentar el aprendizaje informal en el lugar de trabajo
Los directivos se preguntan a menudo cómo pueden fomentar el aprendizaje informal de sus empleados. Sin embargo, un apoyo directo al aprendizaje informal se considera difícil, porque el aprendizaje se produce dentro del proceso de trabajo y no puede ser planificado por las empresas. No obstante, es posible un apoyo indirecto del aprendizaje proporcionando un entorno de aprendizaje positivo. Cabe mencionar, en particular, el apoyo social por parte de compañeros y directivos. Los compañeros con más experiencia pueden actuar como expertos en aprendizaje y mentores. Los directivos pueden actuar como modelos de conducta a la hora de obtener y ofrecer feedback sobre su propio rendimiento laboral. Admitir los propios fracasos y afrontarlos de forma constructiva también anima a los empleados a aprovechar las oportunidades de aprendizaje en el trabajo. Las intervenciones de formación pueden reforzar la metacompetencia "aprender a aprender" entre los empleados. El objetivo de dichas intervenciones es percibir las situaciones dinámicas e inesperadas como oportunidades de aprendizaje y utilizar los problemas y los errores de forma positiva para la propia adquisición de competencias. A largo plazo, la selección estratégica de personal también permite contratar preferentemente a candidatos curiosos y orientados al autoaprendizaje.

## Resumen
El aprendizaje permanente, tal como lo define la OCDE, incluye una combinación de aprendizaje formal, no formal e informal. De estos tres, el aprendizaje informal puede ser el más difícil de cuantificar o demostrar, pero sigue siendo fundamental para el desarrollo cognitivo y social general de una persona a lo largo de toda su vida.

## Lectura adicional
- Ainsworth, Heather L. and Eaton, Sarah (2010). "Formal, Non-formal and Informal Learning in the Sciences".
- Airing, Monika and Brand, Betsy (1998). "The Teaching Firm: Where Productive Work and Learning Converge". Report on Research Findings and Implications. Center for Workforce Development: Education Development Center (EDC). Newton, MA January 1998.
- Bersin, Josh (2005). The Blended Learning Book, Best Practices, Proven Methodologies, Lessons Learned. ISBN 0-7879-7296-7
- Coombs, P.H. (1985). The World Crisis in Education: A View from the Eighties. New York: Oxford University Press.
- Eaton, Sarah (2010). "Formal, Non-Formal and Informal learning: The Case of Literacy, Essential Skills, and Language Learning in Canada".
- Grebow, David. (2002). At the Watercooler of Learning. Retrieved 9 de junio de 2009.
- Livingstone, D.W. (2001). Adults' Informal Learning: Definitions, Findings, Gaps and Future Research. Retrieved 15 de octubre de 2010.
- Livingstone, D.W. (2002). Mapping the Iceberg. Retrieved 15 de octubre de 2010.
- Marsick, V.J.; Watkins, K.E. (2001). «Informal and Incidental Learning». New Directions for Adult and Continuing Education 2001 (89): 25-34. doi:10.1002/ace.5.
- Organisation for Economic Co-operation and Development / Organisation de Coopération et de Développement Economiques (OECD). (n.d.) "Recognition of Non-formal and Informal Learning - Home"
- Overwien, B (2000). «Informal Learning and the Role of Social Movements». International Review of Education 46 (6): 621-640. Bibcode:2000IREdu..46..621O. S2CID 322024. doi:10.1023/A:1026578928141.
- Schugurensky, D. (2000). The Forms of Informal Learning: Towards a Conceptualization of the Field. Retrieved 15 de octubre de 2010.
- Sommerlad, E., & Stern, E. (1999). Workplace Learning, Culture and Performance. London.